# Brockel
Brockel là một đô thị của huyện Rotenburg, bang Niedersachsen, Đức. Đô thị này có diện tích 25,12 km².
Brockel đã thuộc Tổng giáo phận Verden thành lập năm 1180. Năm 1648, Tổng giáo phận này đã được chuyển sang Công quốc Verden, ban đầu cai trị bằng một liên minh cá nhân bởi triều đình Thụy Điển - bị gián đoạn bởi sự chiếm đóng của Đan Mạch (1712-1715) - và từ năm 1715 trở đi bởi triều đình Hanover. Năm 1807, Vương quốc Westphalia đã thôn tính Công quốc, trước khi Đế quốc Pháp thứ nhất thôn tín nó vào năm 1810. Năm 1813, Công quốc đã được giao lại cho Thái tuyến hầu Hanover, khu vực sau đó đã được nâng thành Vương quốc Hanover năm 1814 - hợp nhất Công quốc trong một liên minh thật sự và lãnh thổ, gồm Brockel, đã trở thành một bộ phận của bang mới được lập năm 1823.